# Oligonychus flexuosus
Oligonychus flexuosus är en spindeldjursart som beskrevs av Johann Georg Beer och Lang 1958. Oligonychus flexuosus ingår i släktet Oligonychus och familjen Tetranychidae. Inga underarter finns listade i Catalogue of Life.